# Stelis venosa
Stelis venosa är en orkidéart som beskrevs av Carlyle August Luer och Endara. Stelis venosa ingår i släktet Stelis och familjen orkidéer. Inga underarter finns listade i Catalogue of Life.